# Cynea ulrica
Cynea ulrica is een vlinder uit de familie van de dikkopjes (Hesperiidae). De wetenschappelijke naam van de soort is voor het eerst geldig gepubliceerd in 1882 door Carl Plötz. Deze naam wordt wel beschouwd als een synoniem van Niconiades merenda (Mabille, 1878).